# An der Kupferhütte
An der Kupferhütte war eine Ortslage im Westen des Wohnquartiers Nützenberg der bergischen Großstadt Wuppertal, Stadtteil Elberfeld. Der Name An der Kupferhütte ist als eigenständige Bezeichnung für diese Ortslage mehrheitlich nicht mehr im Bewusstsein der Bevölkerung vorhanden.

## Lage und Beschreibung
Die Ortslage liegt auf einer Höhe von 151 m ü. NHN im Tal der Wupper am Fuß des Nützenbergs an der heutigen Bundesstraße 7 zwischen Stockmannsmühle und Vogelsaue. Die Ortslage ist heute Teil der durchgängigen Wohn- und Gewerbebebauung im Umfeld des Elberfelder Bayerwerks.

## Etymologie und Geschichte
In der Ortslage stand eine Schmelzhütte für Kupfererz. Das Kupfererz wurde in Stollen abgebaut, die bei der Ortslage in den Berg getrieben, und in der Kupferhütte zu sogenannten „Kuchen“ eingeschmolzen wurden. Das gewonnene Kupfer wurde unter anderem im Kupferhammer am Blombach weiterverarbeitet. Der bereits 1613 erwähnte Abbau soll aber wenig ergiebig und schnell wieder eingestellt worden sein.
1815/16 besaß der Ort 43 Einwohner.
1832 gehörte An der Kupferhütte zur Pickartsberger Rotte des ländlichen Außenbezirks des Kirchspiels und der Stadt Elberfeld. Der laut der Statistik und Topographie des Regierungsbezirks Düsseldorf als einzelne Häuser kategorisierte Ort besaß zu dieser Zeit zwei Wohnhäuser und zwei landwirtschaftliche Gebäude. Zu dieser Zeit lebten 17 Einwohner im Ort, davon fünf katholischen und zwölf evangelischen Glaubens.